# Love Is a Drug
Love Is Drug è il primo album di Leighton Meester. L'uscita dell'album è stata preceduta dai singoli Somebody to Love (feat. Robin Thicke), uscito nel 2009, e Your Love's A Drug uscito nel 2010.

## Tracce
1. Somebody to Love (feat. Robin Thicke)
2. Make It Rain (feat. Lil Wayne)
3. Push and Pull
4. Almost Perfect
5. Lights Outs
6. You're Not As Cool As You Think You Are
7. I Feel Everything (feat. Azulon Dolmayan)
8. Body Control
9. What Is Love?
10. In My Mind
11. Front Cut
12. Worst in Me
13. Your Love's Drug
14. Playing Games
15. I Feel Love